# Erioptera (Mesocyphona) parva parva
Erioptera (Mesocyphona) parva parva is een ondersoort van de tweevleugelige Erioptera (Mesocyphona) parva uit de familie steltmuggen (Limoniidae). De ondersoort komt voor in het Nearctisch en Neotropisch gebied.